# André Gaudin
André Gaudin (ur. 1 lutego 1875 w Levallois-Perret, zm. 19 kwietnia 1926 w Paryżu) – francuski wioślarz, wicemistrz olimpijski.
Jego ojciec Paul André Gaudin był wiceprzewodniczącym Cercle Nautique de France. 
Wystąpił na Letnich Igrzyskach Olimpijskich 1900, na których zdobył srebrny medal w jedynkach (w finale uzyskał czas 7:41,6, przegrywając z rodakiem Hermannem Barreletem o sześć sekund).